# Winter Palace
Vous venez d’apposer le modèle de débat d'admissibilité.
Avant toute chose, veuillez créer la page de débat correspondante en cliquant ici.
- Une fois la page de vote initialisée, rafraîchissez cette page, et le bandeau prendra son aspect définitif.
- Si votre débat d'admissibilité est groupé (le motif et l’argumentation doivent être les mêmes), modifiez cette page pour ajouter au modèle le paramètre « cat » suivi du nom de la page de discussion de l’article pour lequel la page de débat existe déjà (ex. : cat=Discussion:Nom_de_l'autre_article). Ensuite, suivez les nouvelles instructions qui apparaissent.
- Vous pouvez également utiliser le paramètre « type » pour faciliter l’accès aux critères d’admissibilité. Exemple : {{suppression|type=mot-clé}}. Liste des mots-clés existants : fiction, musique, art visuel, fanzine, jeu de société, porno, sportif, association, enseignement, société, site web, route, nombre, (Liste complète ici).

| 1. | Créez la page de débat d'admissibilité.                                                                      | Sauvegardez d’abord la page pour l’initialiser puis indiquez votre motivation.       |
| 2. | Important : ajoutez une entrée dans la section Débat d'admissibilité du jour.                                | Utilisez ce texte : *{{L\|Winter Palace}}                                            |
| 3. | Pensez à informer les contributeurs principaux de la page et les projets associés lorsque cela est possible. | Utilisez ce texte : {{subst:Avertissement débat d'admissibilité\|Winter Palace}}~~~~ |

Winter Palace est une série historique inspirée de faits réels composée de 8 épisodes de 45 minutes. Elle est née d'une collaboration entre Netflix et la Radio télévision suisse.
Elle raconte l'histoire d'André et Rose Morel, un jeune couple d'hôteliers suisses néophytes souhaitant fonder un hôtel cinq étoiles ouvert pendant la saison hivernale dans la région fictive de Champaz. La série se déroule dans les années 1899, date où l'hôtellerie Suisse a commencé à se développer, grâce notamment à César Ritz qui est une des inspirations principales de la série. 

## Acteurs

### Acteurs principaux
| Acteurs          | Personnages    |
| ---------------- | -------------- |
| Cyril Metzger    | André Morel    |
| Manon Clavel     | Rose Morel     |
| Simon Ludders    | Lord Fairfax   |
| Astrid Roos      | Isobel Fairfax |
| Clive Standen    | Lance Raney    |
| Astrid Whettnall | Mme Roth       |
| Axel Granberger  | Marcus         |
| Vincent Heneine  | César Voclain  |
| Alix Henzelin    | Julia          |
| Thierry Romanens | Rémi           |
| Doris Ittig      | Yvette         |

### Acteurs secondaires
| Acteurs                | Personnages            |
| ---------------------- | ---------------------- |
| Vidal Arzoni           | Cédric                 |
| Antoine Basler         | Jean-Baptiste Petit    |
| Christian Gregori      | Gustave                |
| Henri Pettigrew        | Sir Arthur Conan Doyle |
| Tony Harrisson         | Dr Thiam               |
| Karim Barras           | Détective Carron       |
| Moïse de Quay          | Nicolas                |
| Serge Musy             | Roger Vallée           |
| Benjamin Aluwihare     | Henry Hampton          |
| Jade Kennedy           | Cecilia Hampton        |
| Tendai Humphrey Sitima | Hugo Hampton           |
| Luna Desmeules         | Adeline                |
| Roland Vouilloz        | Maître Litz            |
| Rinaldo Marasco        | Pierre                 |

### Acteurs tertiaires
| Acteurs         | Personnages       |
| --------------- | ----------------- |
| Gaspard Boesch  | Philippe          |
| Maëlle Héritier | Blanche           |
| Joëlle Fretz    | Marion            |
| Noemie Kocher   | Charlotte Fairfax |
| Johann Cuny     | Auguste Escoffier |

## Production

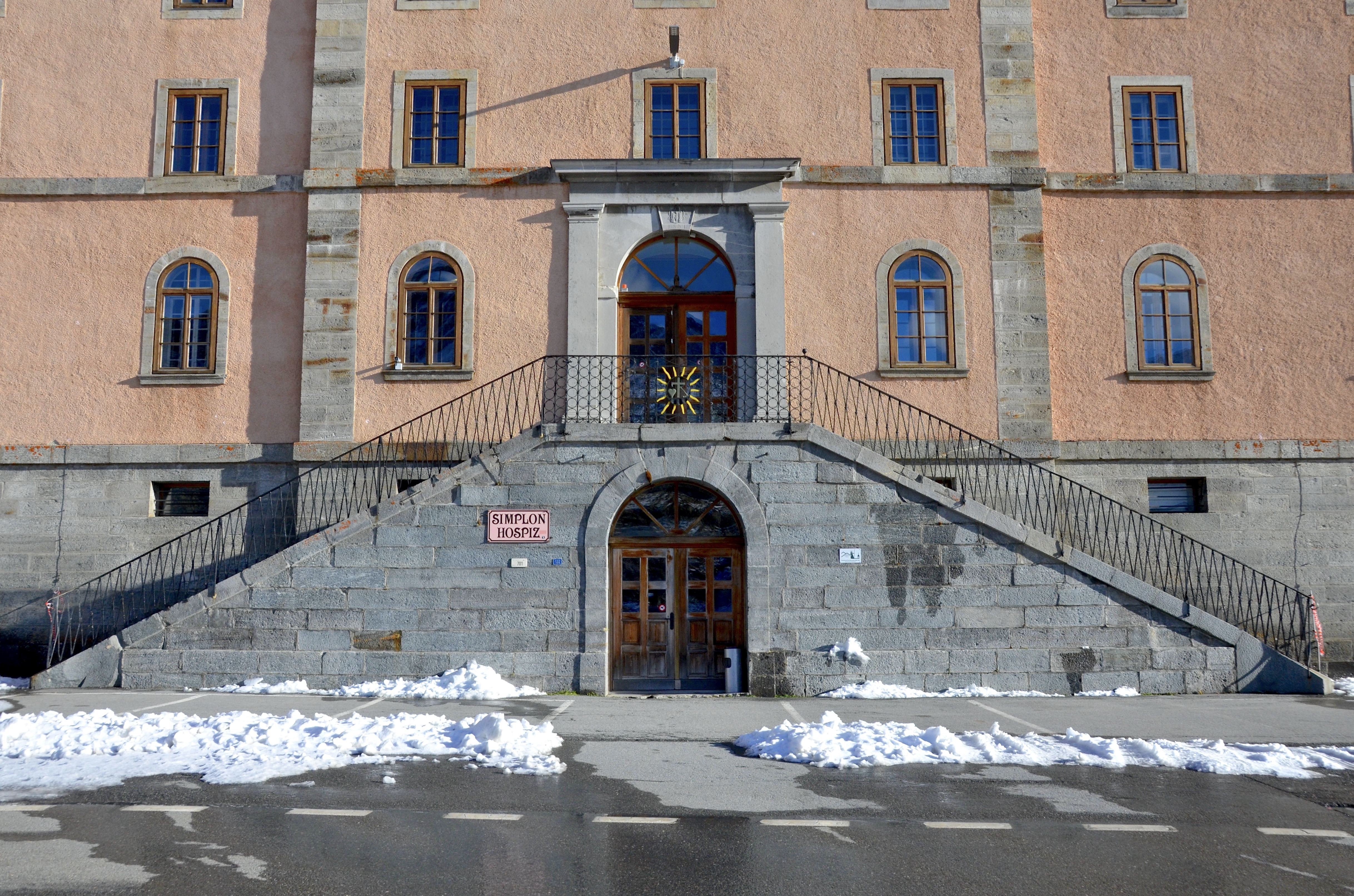
L'entrée de l'Hospice du Simplon.

### Tournage
Le tournage a eu lieu pendant l'automne 2023 et l'hiver 2024 durant environ 18 semaines. Le tournage des intérieurs s'est principalement déroulé dans le Caux-Palace, l'Hôtel du Righi vaudois à Glion et le Château Mercier à Sierre. Les scènes dans le village de Champaz ont été tournées dans le hameau de Föld, dans le Binntal.
L'extérieur de l'hôtel est inspiré par l'hospice du Simplon,  retravaillé au moyen d’effets spéciaux afin de le faire ressembler à un palace.